# Mulheres na Síria

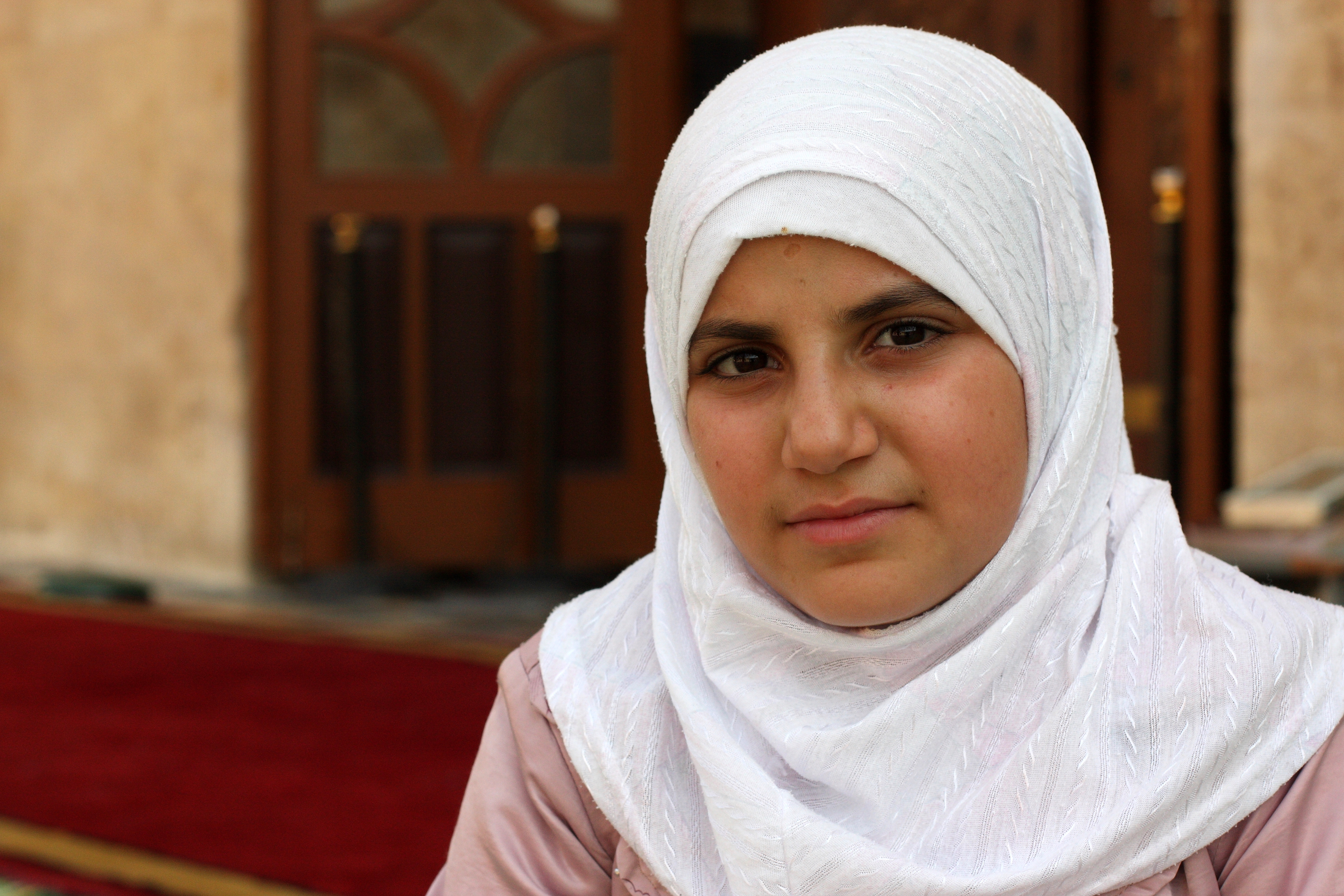
Uma estudante universitária em Damasco, em 2010.

As mulheres na Síria referem-se aos papéis assumidos pelas mulheres na sociedade da Síria, país do Oriente Médio. Elas constituem 49,4% da população do país sendo, em números absolutos, 8 810 560 mulheres.
O índice de desigualdade de gênero, que mede a disparidade de gênero e foi introduzido pelo Programa das Nações Unidas para o Desenvolvimento (PNUD) através do Relatório de Desenvolvimento Humano (RDH) em 2010, classifica a Síria na 151ª posição entre os países por igualdade de gênero, com uma pontuação de 0,482 pontos em 2019.
A taxa de alfabetização para as mulheres é de 74,2%, contra 91% para os homens. A taxa de mulheres com mais de 25 anos com o ensino secundário é de 29%.

## História
No século XX, um movimento para os direitos das mulheres na Síria foi formado, composto em grande parte de mulheres de classe superior e com nível educacional alto. Em 1919, Naziq al-Abid fundou a Noor al-Fayha (Luz de Damasco), primeira organização de mulheres da cidade, ao lado de uma publicação afiliada de mesmo nome. Ela foi declarada general honorária do Exército sírio depois de lutar na batalha de Maysaloun e, em 1922, fundou o Crescente Vermelho Árabe Sírio. Em 1928, a feminista sírio-libanesa Nazira Zain al-Din, uma das primeiras pessoas a reinterpretar criticamente o Alcorão a partir de uma perspectiva feminista, publicou um livro condenando a prática do uso do véu ou hijab, argumentando que o Islã exige que as mulheres sejam tratadas com igualdade com os homens.
Em 1963, o Partido Baath tomou o poder na Síria e se comprometeu a promover a plena igualdade entre homens e mulheres, bem como a participação da força de trabalho total para as mulheres. Em 1967, as mulheres da Síria formaram uma organização semi-governamental chamada União Geral das Mulheres da Síria (GUSW), uma coalizão de sociedades de bem-estar de mulheres, associações educacionais e conselhos voluntários destinada a alcançar a igualdade de oportunidades para as mulheres na Síria.

## Direitos legais
Enquanto a Síria havia desenvolvido algumas características bastante seculares durante a independência na segunda metade do século XX, a lei de estatuto pessoal ainda se baseia na charia e é aplicada pelos tribunais tradicionais.
Mulheres sírias são legalmente autorizadas a participar na vida cotidiana, embora ainda enfrentem discriminação de gênero em círculos políticos, sociais, culturais e econômicos. A idade de consentimento para o casamento legal para as mulheres na Síria é de dezessete anos de idade, sendo de dezoito anos de idade para os homens. O casamento precoce não é fora do comum em sua cultura. Mesmo que a idade legal seja dezessete anos, os tribunais podem permitir meninas a se casarem a partir dos treze anos de idade. As mulheres são tecnicamente permitidas a expressar suas vontades nos acordos pré-casamento, embora este contrato tenha de ser assinado pelo noivo e o guardião masculino da noiva, o que faz com que seus desejos nem sempre sejam cumpridos. Por outro lado, as leis do divórcio são únicas na Síria, pois as mulheres são, de facto, autorizadas a pedir o divórcio. Para isso, ela deve provar que seu marido abusou dela, física ou psicologicamente, ou negligenciou seus deveres como marido. Se um homem quer se divorciar de uma mulher, tudo que deve fazer é manifestar-se no tribunal e oralmente exigir um divórcio três vezes, e o juiz ordenará que seja feito o divórcio.

## Política
Em 1949, as mulheres na Síria foram, pela primeira vez, autorizadas a votar, e receberam o sufrágio universal em 1953. Na década de 1950, Thuraya Al-Hafez concorreu para o Parlamento, mas não foi eleita. Em 1971, as mulheres ocupavam quatro dos 173 assentos.
A nação da Síria considera-se uma república, portanto, o seu governo consiste em poder executivo, poder legislativo e poder judiciário. O atual presidente da Síria é Bashar al-Assad, havendo também dois cargos de vice-presidente, dos quais um deles é ocupado por uma mulher, Najah al-Attar. Em 2012, os homens no parlamento nacional ocupavam 88% dos assentos, enquanto as mulheres ocupavam 12%. O atual parlamento sírio é liderado por Hadiya Khalaf Abbas, também mulher.